# Монастирська Ванда Вітольдівна
Ванда Вітольдівна Монастирська-Богомазова (9 лютого 1888, Київ — 8 вересня 1982, там само) — київська художниця, педагог, яка була музою творчості та дружиною митця Олександра Богомазова. Саме їй присвятив він свій, написаний у Боярці, новаторський трактат «Живопис та елементи» (1913—1914).

## Біографія
Ванда Вітольдівна народилася у Києві в сім'ї київських поляків Вітольда Костянтиновича та Яніни Людвігівни Монастирських. Батько працював діловодом і завідувачем господарчої частини у Київському художньому училищі,
1913 року закінчила Київське художнє училище. У тому ж році вийшла заміж за художника Олександра Богомазова. Згодом народила доньку Ярославу (Асю).
1914 — членкиня художнього об'єднання «Кільце» та учасниця виставки Виставка цього об'єднання викликала великий інтерес у метра російських авангардистів Кульбіна, що гостював тоді у Києві. У своїй рецензії він відзначив, що самостійна діяльність київських художників набула європейського розголосу.
У 1915—1916 роках певний час мешкала з чоловіком на Кавказі у селищі Ґерюси (тепер — місто Ґоріс). Викладала у ньому та Київському інституті пластичних мистецтв. У своїй творчості зазнала впливів символізму і футуризму.
Ванда Монастирська після смерті чоловіка у 1930 році зуміла зберегти його твори та архів. Існує переказ, як у Другу світову в час окупації Києва, коли німці примусово виселили Ванду Вітольдівну з будинку. Вона завантажила всі картини, малюнки та документи чоловіка на кравчучку й повезла їх за 15 кілометрів до родичів, які жили в Святошиному. Після боїв вона все повернула назад. І в 60-ті роботи Олександра Богомазова зберігалися в квартирі дружини просто згорнуті в рулон.

Ванда Монастирська з донькою Ярославою та чоловіком Олександром Богомазовим, 1924

Твори: «Маріонетки», «Фонтан» (обидва — 1914), «О. Богомазов» (1915). Розписувала з чоловіком Луцькі казарми (які пізніше були знищені).